# 開曼群島旗幟
開曼群島旗幟為覆蓋有英國海外領土徽章的蓝船旗，1959年啟用，以作為英國國旗聯合傑克的增補，並取代牙買加殖民地旗幟，自同年開曼群島自治以來一直為其旗幟。現行旗幟中的徽章以白色輪廓勾勒，不過過去徽章襯有白色圓盤的旗幟仍常為官方使用。開曼群島與其他英國海外領土中的8個有相似旗幟，皆為覆蓋有各自徽章的藍船旗。

## 歷史

1958至1999年旗幟

1503年5月10日，克里斯托弗·哥伦布在第4次暨末次西印度群岛航程中發現開曼群島。由於附近水域有大量龜類（西班牙語：tortugas）棲息，西班牙人最初將群島命名為。不到3年後，群島改稱開曼（或），據稱得名於群島上的凱門鱷（caimánes）。直至1670年《馬德里條約》簽訂，西班牙哈布斯堡王朝將開曼群島及加勒比地区其他數個島嶼主權永久讓與英格蘭王國後很久，群島上方有人永居。開曼群島後於1863年成為牙買加殖民地的領地。14年後，大開曼、小开曼與開曼布拉克3個島嶼的管治在共同管治下得到鞏固。
1958年5月14日，開曼群島徽章啟用，隨後襯以白色圓盤用於蓝船旗。旗幟於1959年獲海軍部授權後成為代旗幟。開曼群島於同年7月獲得自治權，與其加入西印度群島聯邦大致為同一時期。1962年聯邦解散後，開曼群島仍然為英國領土。1988年批准使用藍船旗與红船旗，後者為懸掛於私人船隻的非正式禮節旗幟。旗幟在11年後重新設計，增大了徽章尺寸，將白色圓盤改為白色輪廓。英國國旗聯合傑克仍為開曼群島的政府旗。

### 白色圓盤旗幟的持續使用

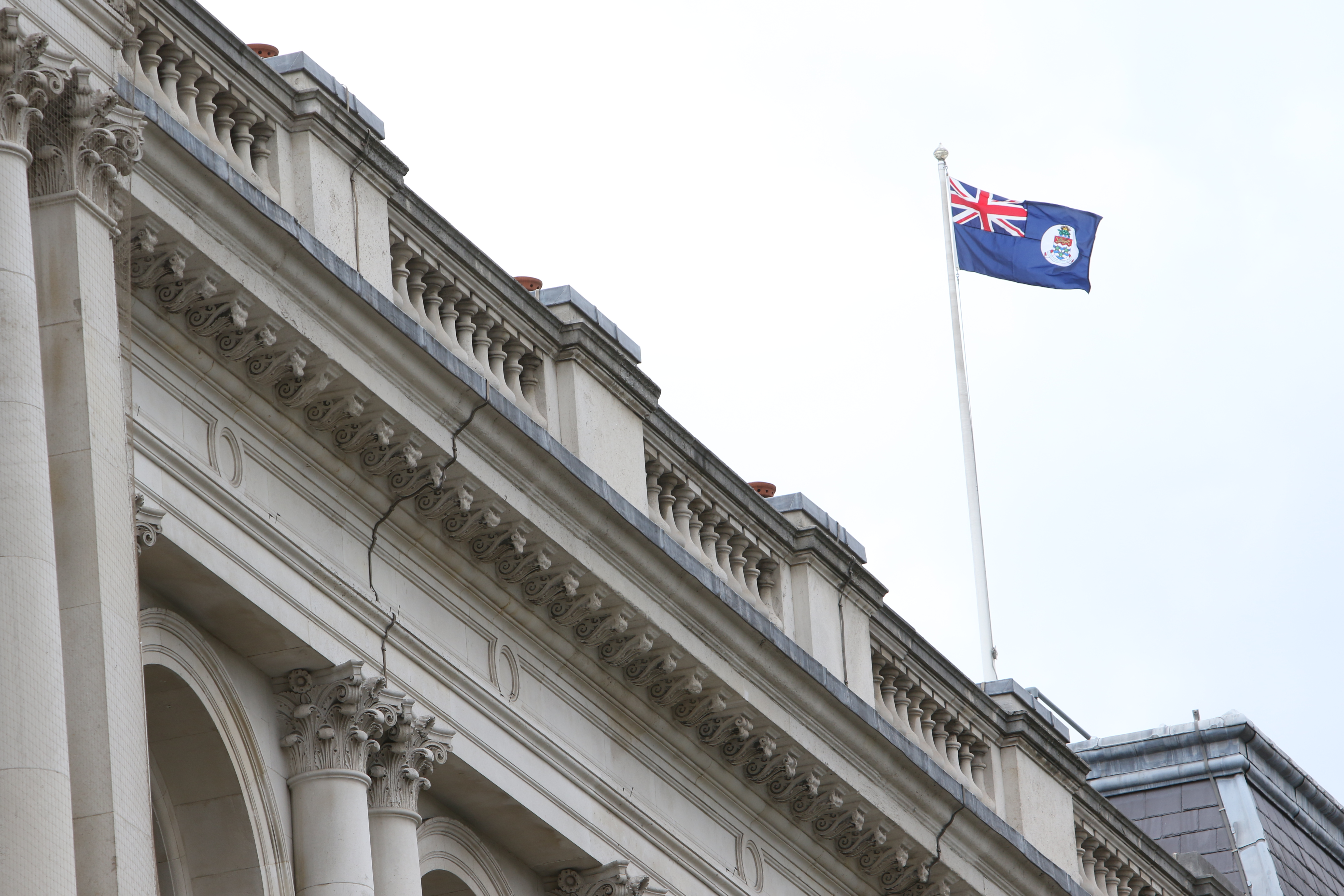
2016年，設於倫敦的外交部掛有「舊」旗幟

旗幟於1999年正式更換，但新舊旗幟在官方用法中可互通。依據開曼群島政府說法，旗幟含有白色圓盤，與1999年前無異。开曼群岛立法议会已將所有旗幟的製造與銷售責任交與國家博物館，並且由於議會認為白色圓盤版本為正確版本，因此製造的絕大多數旗幟都有白色圓盤。白色圓盤旗幟還用作英國政府網站上2020年開曼群島總督官方肖像與大多數政府官員肖像的背景。

## 設計

### 象徵
旗幟色彩與圖案有文化、政治與地域意義。藍色與白色浪紋能讓人聯想到加勒比海，而3顆綠星則代表開曼群島的大開曼、小開曼與開曼布拉克3個島嶼。紅底上的黃色獅子是開曼群島母國英格蘭王國的顯著標誌。龜類暗示西班牙人對開曼群島的最初命名，以及其航海傳統。鳳梨象徵開曼群島與牙買加的聯繫，牙買加國徽上有5個鳳梨。龜類與鳳梨亦是島上動植物群的代表。格言「他把地建立在海上」（He hath founded it upon the seas）源自《詩篇》第24篇第2句，是對開曼群島基督教傳統的承認。

### 與其他旗幟的相似處
藍船旗亦為其他13個英國海外領土中的8個所用，唯一區別在於覆蓋的徽章。這8個海外領土為安吉拉、英屬維京群島、福克蘭群島、蒙哲臘、皮特肯群島、聖赫勒拿、亞森欣與崔斯坦達庫尼亞、南喬治亞與南桑威奇群島、土克凱可群島。

## 變體
開曼群島總督旗為中間覆蓋有開曼群島徽章的英國國旗。民船旗設計上與領土旗幟幾乎相同，但為紅船旗。
| 變體 | 時間          | 用途           |
| ---- | ------------- | -------------- |
|      | 1971年—1999年 | 開曼群島總督旗 |
|      | 1988年—1999年 | 民船旗         |
|      | 1999年—       | 開曼群島總督旗 |
|      | 1999年—       | 民船旗         |

## 禮儀
旗幟禮儀相關指導為開曼群島禮賓處職責。當與其他主權國家國旗同時展示時，外國國旗不應在開曼群島旗幟上方或右側（觀察旗幟者左側） ，英國國旗除外。
指導還規定旗幟不得觸地，亦不應垂直懸掛。旗幟應於日出時升起，日落時降下，除非夜間有照亮。旗幟受損且不再適合公開展示時，可處理之，以燒毀為宜。

## 外部連結
- . Cayman Islands Government（英语：Government of the Cayman Islands）.   [2022-11-24]. （原始内容存档于2021-10-23）.
- 世界旗帜网（FOTW）的開曼群島